# Emile Smith Rowe
Emile Smith Rowe (født 28. juli 2000) er en engelsk professionel fodboldspiller, som spiller for Premier League-klubben Fulham og Englands landshold.

## Klubkarriere

### Arsenal
Smith Rowe blev del af Arsenals ungdomsakademi som 10-årig i 2010. Han skrev i juli 2017 sin første professionelle kontrakt med klubben. Han gjorde sin debut for førsteholdet den 20. september 2018 i en Europa League-kamp imod Vorskla Poltava, og blev hermed den første spiller født i 2000'erne til at spille for Arsenal. Han blev også den første spiller født i 2000'erne til at score for klubben, da han scorede sit første mål for klubben den 4. oktober 2018. Han blev hermed også den næstyngste spiller til at score for Arsenal nogensinde, kun overgået af Alex Oxlade-Chamberlain i 2011.

#### Lejeaftaler
Smith Rowe blev i januar 2019 udlejet til tyske RB Leipzig, men en skade begrænset hans spilletid markant i hans tid i Tyskland. Han blev igen udlejet i januar 2020, denne gang til Huddersfield Town.

#### Gennembrud
Efter en meget ringe start på 2020-21 sæsonen for Arsenal, fik Smith Rowe sin change på førsteholdet, og imponerede stort i resten af sæsonen. Han skrev i juli 2021 en ny kontrakt med klubben, og overtog her nummer 10 trøjen, som var fri efter Mesut Özil havde forladt klubben.
Det lykkedes dog ikke Smith Rowe at holde sig på holdet, og skadesproblemer samt manglende muligheder resulterede i meget begrænset spilletid over de næste to sæsoner.

### Fulham
Smith Rowe skiftede i august 2024 til Fulham.

## Landsholdskarriere

### Ungdomslandshold
Smith Rowe har repræsenteret England på samtlige ungdomsniveauer. Han var del af Englands U/17-trup, som vandt U/17-verdensmesterskabet i 2017.

### Landsholdskarriere
Smith Rowe gjorde sin debut for Englands landhold den 12. november 2021.

## Titler
Arsenal
- FA Community Shield: 1 (2020)

England U/17
- U/17-Verdensmesterskabet: 1 (2017)